# La forza dell'amore (telenovela)
La forza dell'amore (Nano) è una telenovela argentina, trasmessa in patria nel 1994 su Canal 13, e in Italia tra il dicembre 1995 e luglio 1996 su Rete 4 e successivamente ripresa da Lady Channel e dalla rete locale Antenna Sicilia. I protagonisti sono Gustavo Bermúdez nel ruolo di Manuel e Araceli Gonzalez all'epoca al suo primo ruolo da protagonista, nei panni della ragazza sordomuta Azzurra. Per questo personaggio Araceli Gonzalez ottenne nel 1994 il premio Martín Fierro come "attrice rivelazione dell'anno".
Nel 2009 è stata ritrasmessa da Lady Channel. 
Attualmente, dall'8 giugno 2020, viene ritrasmessa sul canale tematico Donna TV.

## Trama
La protagonista è Azzurra, divenuta sordomuta 15 anni prima, in seguito al trauma di aver assistito all'omicidio dei suoi genitori. Scappata viene accolta da Dora, che gestisce una scuola per sordomuti, e la cresce come una figlia qui stringe un solido legame con l'insegnante Fiorella.
Manuel Spada è un ecologista proprietario di un parco acquatico e addestratore di orche; orfano di madre, morta alla sua nascita, è stato cresciuto da suo padre Aldo e dalla sua seconda moglie, Letizia, appartenente ad una ricca famiglia di imprenditori, i Del Maniero Lopez, insieme ai quali sono vissuti.
Quando Manuel incontra Azzurra riconosce in lei la fanciulla di cui si era innamorato nella sua adolescenza e che poi era scomparsa e scopre inoltre di esserne ancora innamorato, sebbene sia sposato con Rossella, figlia di un socio di suo padre. Manuel non ha conosciuto l'amore con Rossella, donna instabile che presenta evidenti squilibri mentali, ma ci riuscirà con Azzurra, tutto diventa più difficile quando scopre che la ragazza è sordomuta.
Dopo molte peripezie Manuel e Azzurra riusciranno a coronare il loro sogno d'amore: avranno una bambina e si sposeranno; scopriranno inoltre che a compiere l'omicidio dei genitori di Azzurra era stato il padre di Manuel, Aldo.